# Lyžařský kurz

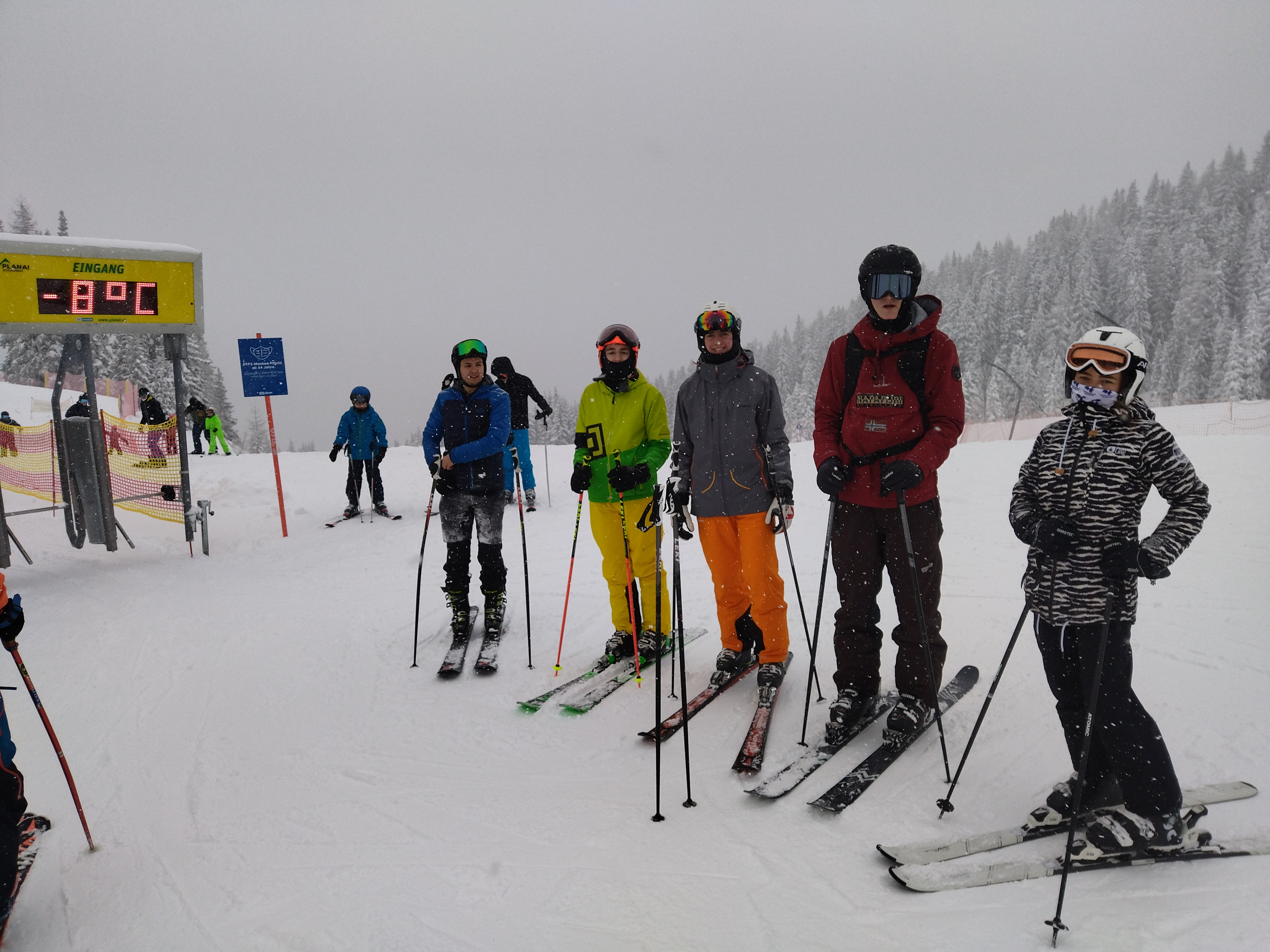
Lyžařský kurz Gymnázia Kadaň, 2022.

Lyžařský kurz (hovorově lyžák) je školou pořádaná či volnočasová akce s výukou lyžování či samostatná výuka lyžování.
Při týdenních kurzech je zpravidla kombinována výuka sjezdového a běžeckého lyžování, případně jízdy na snowboardu. V rámci školní výuky tělesné výchovy se na lyžařské kurzy vyjíždí se základní, střední i vysokou školou. Školní „lyžáky“ bývají doplněny přednáškami o chování v horách, počasí či o práci horské služby. V termínech prázdnin kurzy pořádají také domy dětí a mládeže.
Od roku 2022 se v programu českých školních kurzů objevuje také skialpinismus, často jako součást projektu Skialp do škol, který podporuje výuku této disciplíny ve vzdělávacích institucích.
Lyžařským kurzem se může také rozumět jednodenní či vícedenní samostatná výuka lyžování v lyžařské škole bez ubytování, stravy a doplňkového programu.